# Одли, Николас, барон Одли
Николас де Одли (англ. Nicholas de Audley; до 1258 — 28 августа 1299) — английский аристократ, 1-й барон Одли с 1297 года. Участвовал в походах короля Эдуарда I в Уэльс и Шотландию.

## Биография
Николас Одли принадлежал к богатому рыцарскому роду, был четвёртым сыном Джеймса Одли и Элы Лонжеспе. Во время Второй баронской войны Джеймс, сражавшийся на стороне короля, выдал Николаса мятежным баронам в качестве заложника (август 1264 года); некоторое время тот жил у своей тётки Элис, жены Петера де Монфора. Отец Николаса умер в 1272 году, а в течение следующих десяти лет умерли без мужского потомства и все трое старших братьев — Джеймс, Генри и Уильям. В 1282 году Николас унаследовал семейные владения, располагавшиеся в Стаффордшире и Шропшире, с резиденцией в замке Хейли. Впрочем, его мать передала часть земель Одли с центром в замке Страттон (Оксфордшир) самому младшему своему сыну, Хью. Некоторые поместья удерживали за собой в качестве пожизненного владения Эла и вдовы старших братьев Николаса; кроме того, наследство было обременено большими долгами перед короной, так как за каждый его переход из рук в руки надо было платить рельеф.
Николас участвовал в походах короля Эдуарда I в Уэльс в 1282 и 1283 годах, в походах в Шотландию в 1296 и 1298 годах (он сражался при Данбаре и Фолкерке), в гасконской экспедиции 1297 года. В 1297 году король вызвал его в парламент, и это событие считается началом истории баронии Одли. Одли умер 28 августа 1299 года.
Барон Одли был женат на Кэтрин Гиффард, дочери Джона Гиффарда, 1-го барона Гиффарда, и Мод Клиффорд. В этом браке родились двое сыновей — Томас (1288—1307) и Николас (1289—1316), ставший в 1313 году 1-м бароном ОдлиNicholas of Aldithley. Дата обращения: 8 апреля 2022. Архивировано 8 апреля 2022 года.</ref>.
Вдова Николаса после его смерти ушла в монастырь и умерла в 1322 году.